# NGC 4973
NGC 4973 is een elliptisch sterrenstelsel in het sterrenbeeld Grote Beer. Het hemelobject werd op 14 april 1789 ontdekt door de Duits-Britse astronoom William Herschel.

## Synoniemen
- IC 847
- MCG 9-22-6
- ZWG 270.49
- ZWG 271.5
- NPM1G +53.0149
- PGC 45280